# La città gioca d'azzardo
La città gioca d'azzardo è un film noir del 1975 diretto da Sergio Martino.

## Trama
Milano. Luca Altieri è un giocatore d'azzardo professionista che approda dalle bische della periferia al "Club 72" gestito da un boss mafioso chiamato "il Presidente". Durante una delle serate esibendosi presso il locale in un bluff al tavolo di poker, riesce a farsi assumere dal proprietario dello stesso, il Presidente, tra l'altro boss indiscusso di un vasto giro di case da gioco italiane ed estere e boss della mafia.
Luca poi conosce e si innamora di Maria Luisa, la donna di Corrado, figlio del capo della bisca clandestina. Quest'ultimo pretende che Luca si faccia da parte, ma Luca rifiuta e i padroni cominciano a rendergli la vita impossibile. Braccati da Corrado e dai suoi scagnozzi, Luca e Maria Luisa scappano a Nizza aiutati dal Presidente. Mentre attendono un figlio, vengono però scoperti da un emissario di Corrado.
Nonostante le raccomandazioni di Maria Luisa, Luca torna al gioco e, dopo aver perduto tutto il proprio, si lascia attirare in una trappola. Avvisato dall'unico amico rimasto a Milano, il giovane Altieri ingaggia una lotta con l'avversario: Corrado e i suoi uomini muoiono in un incidente automobilistico, ma la stessa sorte tocca anche a Maria Luisa e il bambino, partorito prematuramente, lasciando Luca solo con i suoi rimorsi.

## Distribuzione
Distribuito nei cinema italiani il 23 gennaio 1975, il film ha incassato complessivamente 777.334.540 lire dell'epoca.